# Jaszczerzyca

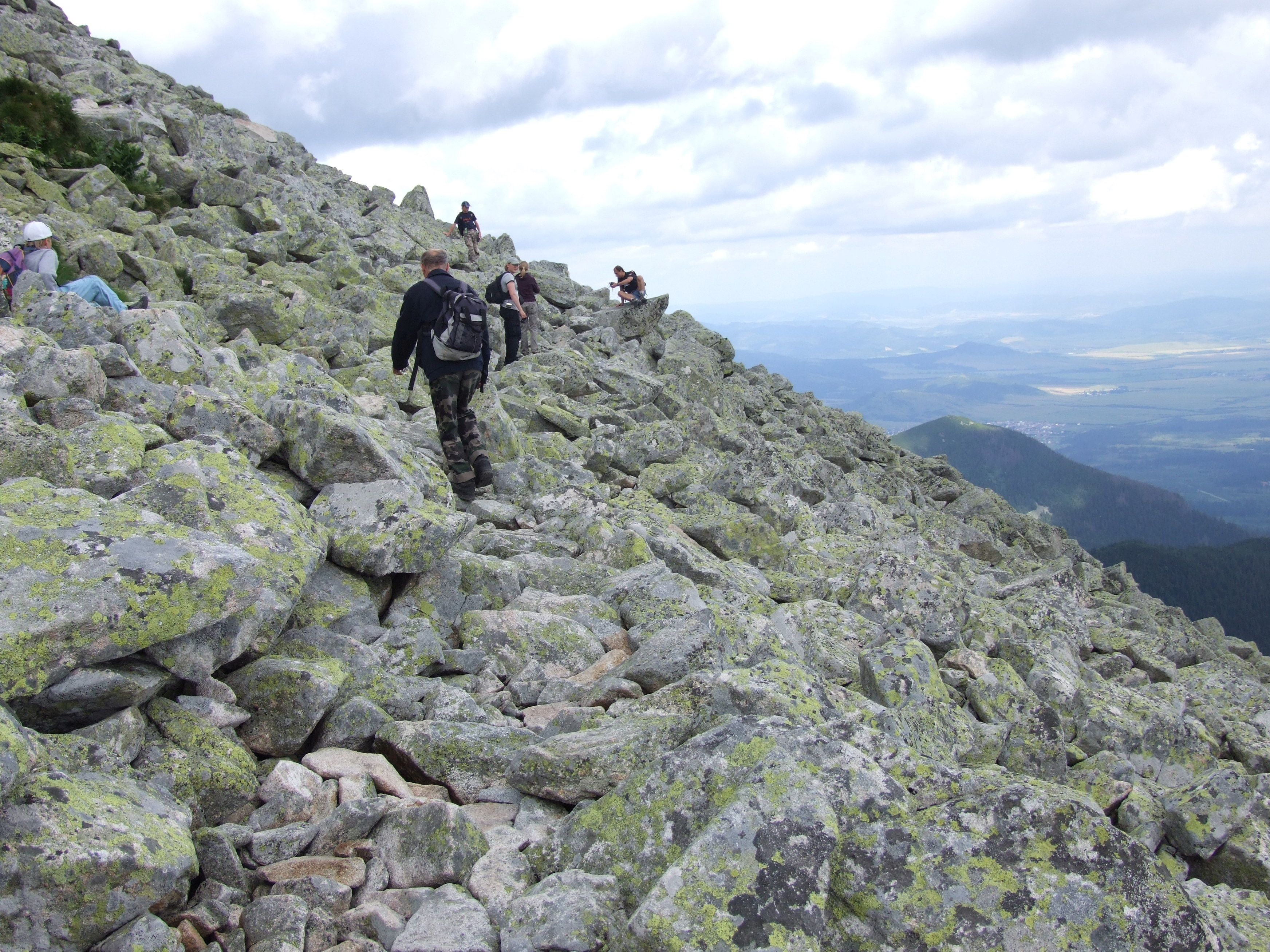
Jaszczerzyca. Szlak turystyczny na Rakuski Przechód

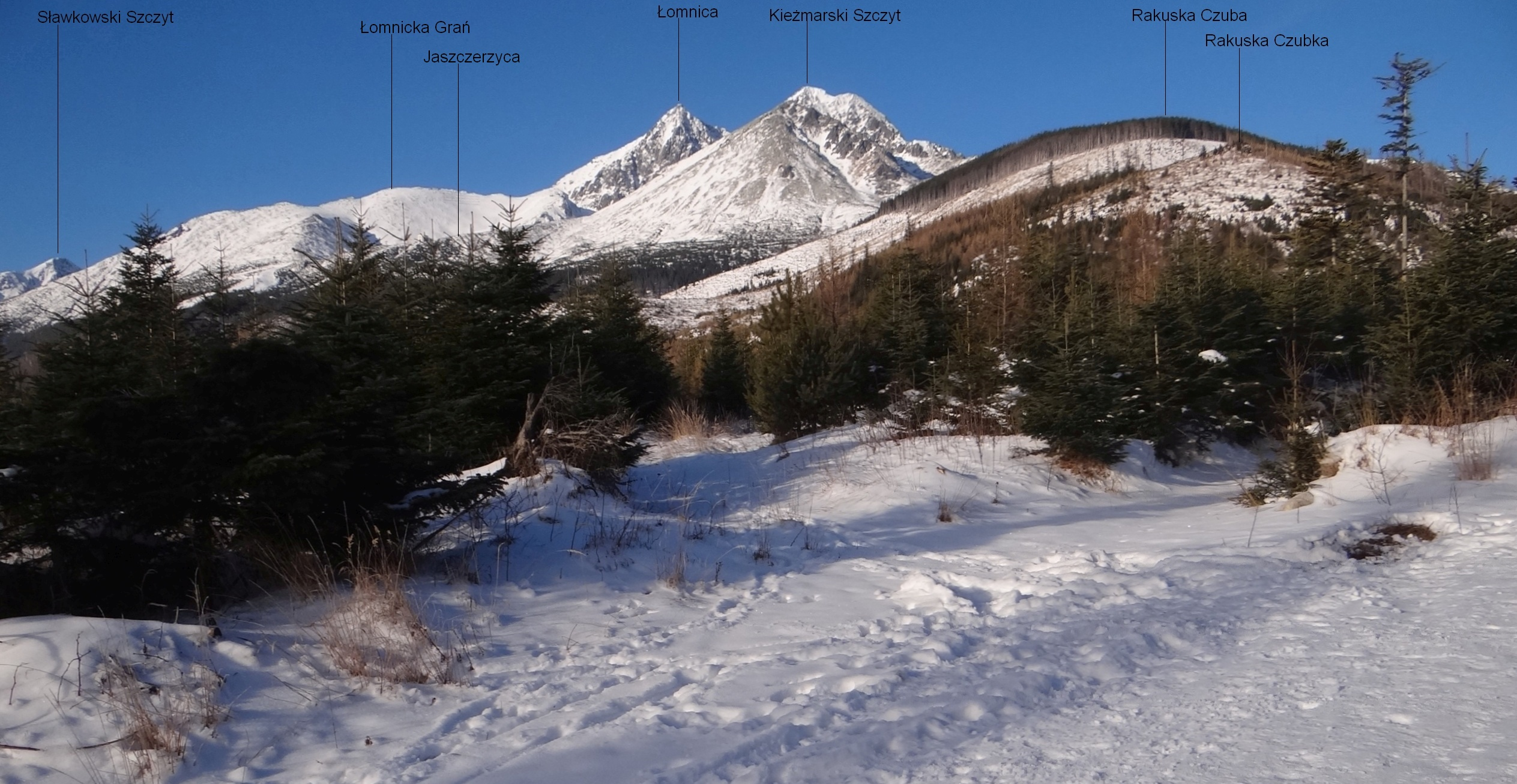
Widok na Jaszczerzycę z Doliny Kieżmarskiej

Jaszczerzyca (słow. Úsusty, Jašterica, niem. Bügeleisen, węg. Csapás-lejtő) – południowo-wschodnie zbocze Huncowskiego Szczytu (Huncovský štít) w słowackich Tatrach Wysokich. Znajduje się na południowym, niżej zakręcającym na południowy wschód grzbiecie Huncowskiego Szczytu. Grzbiet ten oddziela Dolinę Łomnicką (Skalnatá dolina)  od Doliny Huncowskiej (Huncovská kotlina), Jaszczerzyca znajduje się w obrębie tej ostatniej.
Jaszczerzyca to spore, trójkątnego kształtu zbocze pokryte rumowiskiem skalnym. Nazwą tą obejmuje się część zbocza powyżej kosodrzewiny i powyżej Huncowskiej Uboczy. 
Nazwa zbocza pochodzi od tego, że zamieszkującej dawniej okoliczne tereny ludności niemieckiej przypominało ono kształt olbrzymiej jaszczurki (niem. Eidechse), lub człowieka o trzech nogach (niem. Dreifüssiger Mann). Z czasem Niemcy spiscy przenieśli nazwę zbocza na cały Huncowski Szczyt. Nazwa słowacka  Jašterica  i polska Jaszczurzyca są tłumaczeniem niemieckiej nazwy Eidechse. Obecnie jednak Słowacy używają nazwy Úsusty.

## Szlaki turystyczne
Jaszczerzycę przecinają dwa szlaki turystyczne:
  Magistrala Tatrzańska, odcinek: Łomnicki Staw  – Jaszczerzyca – Rakuski Przechód. Odległość 2,7 km, suma podejść 320 m, suma zejść 52 m, czas przejścia 1,05 h, z powrotem 50 min
  stacja kolejki linowej Start (kolejka z Tatrzańskiej Łomnicy na Łomnicę) – Jaszczerzyca – Folwarska Polana. Odległość 4,9 km, suma podejść 55 m, suma zejść 552 m, czas przejścia: 1:25 h, z powrotem 1:50 h